# Abaligetgrottan
Abaligetgrottan (även kallad Paplika) är en berömd stalaktitgrotta vid byn Abaliget i den ungerska regionen Baranya, nordväst om Pécs.  Den upptäcktes 1768 och är naturskyddsområde sedan 1941.
Grottan består av en 5–6 meter bred, 38 meter lång och ständigt 3/4 meter hög vattenfylld ingångsgrotta, varunder en iskall bäck rinner fram från en klyfta, samt en 950 meter lång huvudgrotta med storslagna droppstensformationer. Trappsteg inhuggna i klipporna, omsorgsfullt uppförda murar och talrika benknotor från människor och djur tyder på att människor vistats här under en längre tid.

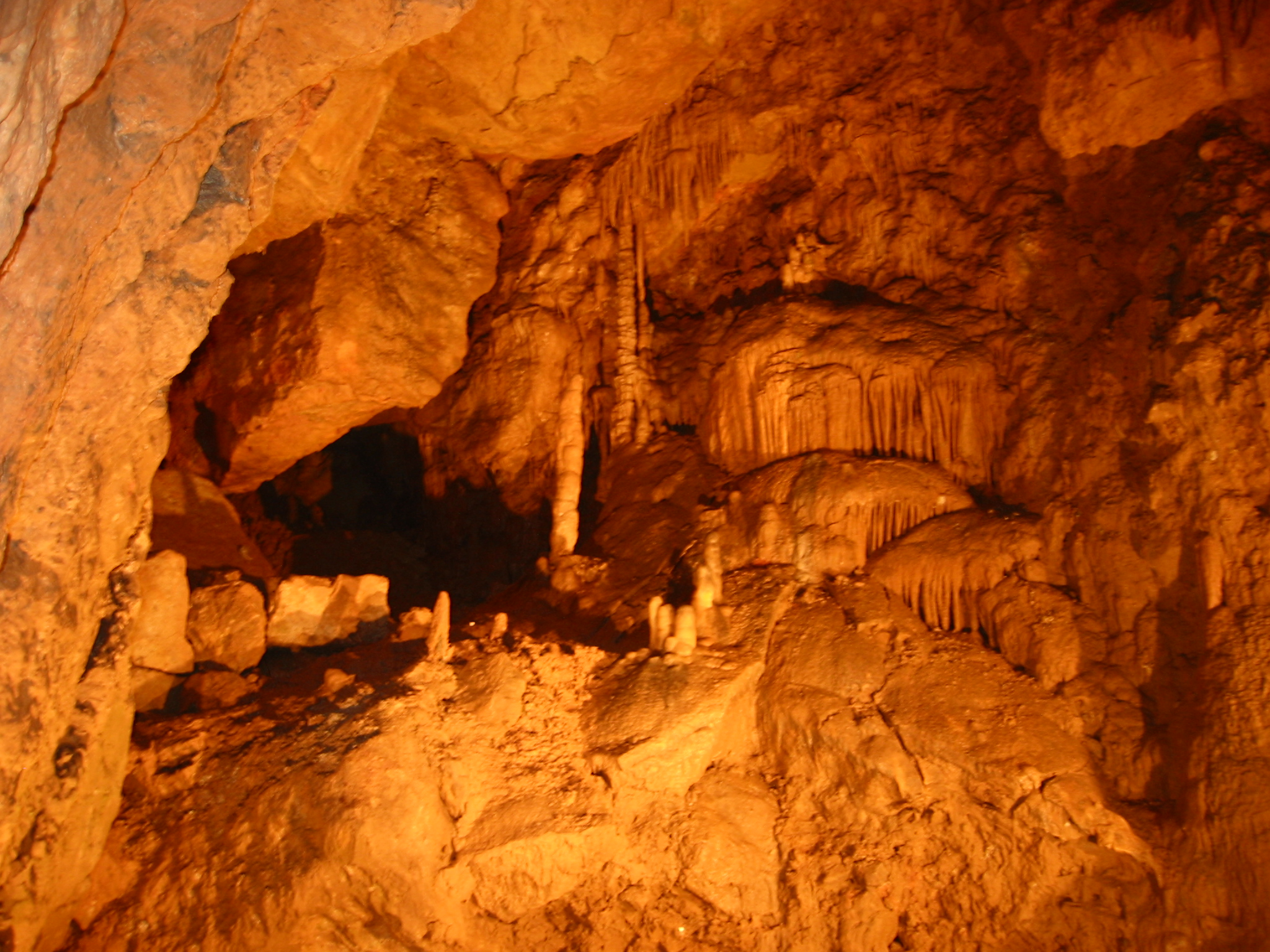
Droppstenar i Abaligetgrottan
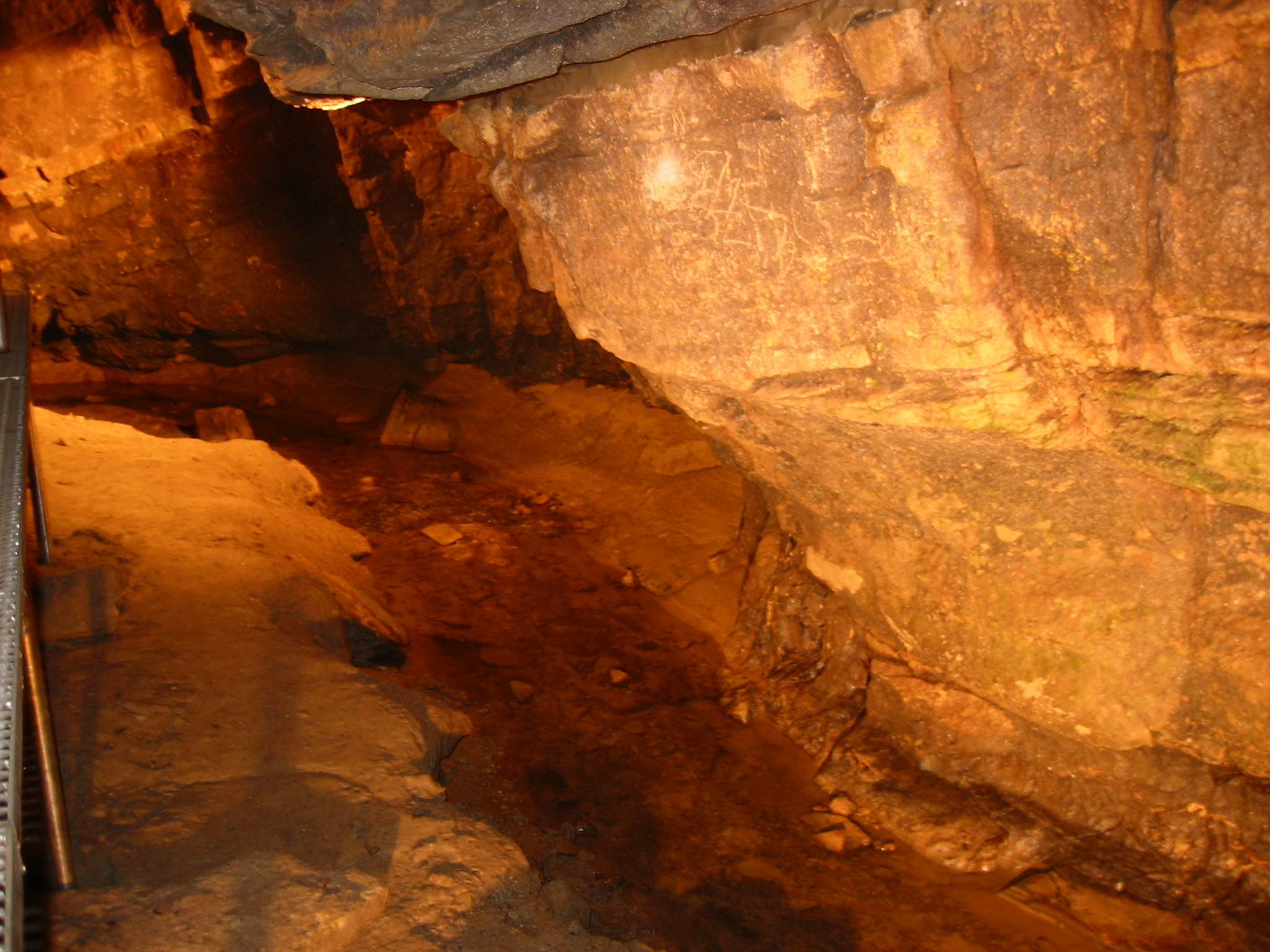
Bäcken i Abaligetgrottan

## Fauna
41 olika fladdermusarter har påträffats i grottan, varav 19 alltid finns där. Starkast representerad är dvärghästskonäsa och större hästskonäsa, som båda sedan decennier funnits på nationella rödlistor över utrotningshotade djurarter. Grottans fladdermuspopulation har undersökts vetenskapligt sedan 1923.